# Last Night (пісня Літтла Волтера)
«Last Night» — пісня американського блюзового музиканта Літтла Волтера і його гурту His Jukes, випущена синглом у 1954 році на лейблі Checker (дочірньому Chess). У 1954 році пісня посіла 6-е місце в хіт-параді R&B Singles журналу «Billboard».

## Оригінальна версія
Пісня була написана Волтером Джейкобсом (Літтлом Волтером). Запис відбувся 5 жовтня 1954 року в Чикаго, Іллінойс, в якому взяли участь Літтл Волтер (вокал, губна гармоніка), Роберт Локвуд-молодший і Лютер Такер (обидва — гітара), Віллі Діксон (контрабас) і Фред Белоу (ударні). Пісня вийшла у листопаді 1954 року на лейблі Checker (дочірньому Chess) на синглі з «Mellow Down Easy» на стороні «Б». «Last Night» стала хітом і 1954 року пісня посіла 6-е місце в хіт-параді R&B Singles журналу «Billboard».
У 1957 році запис був включений до збірки The Best of Little Walter, випущеній на Chess.

## Інші версії
Пісню перезаписали інші виконавці, зокрема Літтл Джуніор Паркер (1963), The Paul Butterfield Blues Band для однойменного альбому (1965), Кері Белл для Carey Bell's Blues Harp (1969) і Last Night (1973), Джордж Сміт (1969), Fleetwood Mac для Blues Jam at Chess (1971), Пепс Перссон і Джиммі Докінс (1972), Хіп Лінкчейн для I Am on My Way (1976), Лютер Еллісон для Love Me Papa (1977), Сон Сілс для Live and Burning (1978), Джонні Вінтер (1978), Біллі Бой Арнольд (1984), Ларрі Девіс (1985), Ерік Клептон (1988), Гоумсік Джеймс (1997), Джонні Вінтер для Roots (2011) та ін.